# 周又元
周又元（1938年7月30日—2021年3月12日），生于上海，籍贯江苏南京，中国天体物理学家，中国科学技术大学和北京大学教授，中国科学院国家天文台研究员。1960年毕业于北京大学物理系。2001年当选为中国科学院院士。
主要從事類星體和活动星系核研究，同時涉及宇宙学和宇宙大尺度结构等研究。他是中國最早進行這類研究的學者之一，並於1970年代起在中国科学技术大学建立其研究團組。

## 生平
1960年毕业于北京大学物理系。在中国科学技术大学任教，1985年升任教授，1991至1995年間擔任該校天体物理中心主任。1997年開始擔任中国科学院宇宙线和高能天体物理开放实验室学术委员会副主任。
周又元還曾擔任中国天文学会常务理事、星系和宇宙专业委员会主任、教育工作委员会主任。
2021年3月12日19时53分，周又元因病在北京逝世，享年82岁。

## 榮譽
- 1980年和1990年先後两次获中国科学院自然科学二等奖[2]。
- 1992年，獲中国科学院有突出贡献中青年科学家奖[2]。
- 2001年当选中國科學院院士
- 編號120730號小行星以他的名字Zhouyouyuan命名，表揚他對天文學作出的貢獻，儀式於2019年4月19日舉行[4]。